# Kabinett Rumor I
Das italienische Kabinett Rumor I wurde am 12. Dezember 1968 durch Ministerpräsident Mariano Rumor gebildet und befand sich bis zum 4. August 1969 im Amt. Es löste das zweite Kabinett Leone ab und wurde durch das zweite Kabinett Rumor abgelöst.

## Kabinett

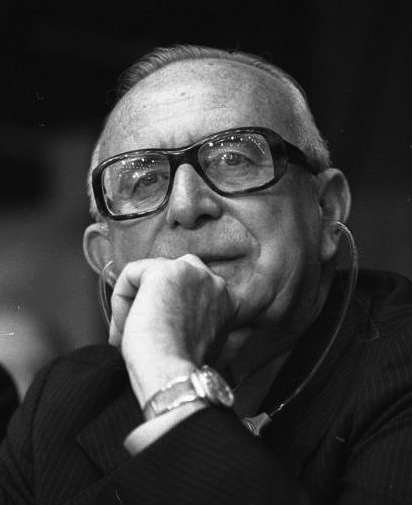
Mariano Rumor als Gast auf dem CDU-Bundesparteitag 1978

Dem Kabinett gehörten folgende Minister an:
| Amt | Name                                   | Parlamentsmandat                            | Anmerkungen |
| --- | -------------------------------------- | ------------------------------------------- | --- |
| Ministerpräsident | Mariano Rumor                          | Camera dei deputati                         | |
| Vize-Ministerpräsident                                                                                               | Francesco De Martino                   | Camera dei deputati                         | |
| Minister ohne Geschäftsbereich für die Reform der öffentlichen Verwaltung                                            | Eugenio Gatto                          | Senato della Repubblica                     | |
| Minister ohne Geschäftsbereich für die Beziehungen zum Parlament                                                     | Carlo Russo                            | Camera dei deputati                         | |
| Minister ohne Geschäftsbereich für Sonderaufgaben                                                                    | Crescenzo Mazza Giacinto Bosco         | Camera dei deputati Senato della Repubblica | Mazza: Amtszeit 12. Dezember 1968 bis 23. März 1969 danach Minister für Post und Telekommunikation |
| Minister ohne Geschäftsbereich für Süditalien und strukturschwache Gebiete                                           | Emilio Paolo Taviani                   | Camera dei deputati                         | |
| Minister ohne Geschäftsbereich für die Koordinierung der Initiativen für wissenschaftliche Forschung und Technologie | Salvatore Lauricella                   | Camera dei deputati                         | |
| Außenminister | Pietro Nenni                           | Camera dei deputati                         | |
| Innenminister | Franco Restivo                         | Camera dei deputati                         | |
| Justizminister | Silvio Gava                            | Senato della Repubblica                     | |
| Minister für den Haushalt und Wirtschaftsplanung                                                                     | Luigi Preti                            | Camera dei deputati                         | |
| Finanzminister | Oronzo Reale                           | Camera dei deputati                         | |
| Schatzminister | Emilio Colombo                         | Camera dei deputati                         | |
| Verteidigungsminister                                                                                                | Luigi Gui                              | Camera dei deputati                         | |
| Minister für öffentlichen Unterricht                                                                                 | Fiorentino Sullo Mario Ferrari Aggradi | Camera dei deputati                         | Sullo: Amtszeit 12. Dezember 1968 bis 24. Februar 1969 Ferrari Aggradi: Amtszeit 24. März bis 4. August 1969 zuvor Minister für Post und Telekommunikation                                                        |
| Minister für öffentliche Arbeiten                                                                                    | Giacomo Mancini                        | Senato della Repubblica                     | |
| Minister für Landwirtschaft und Forsten                                                                              | Athos Valsecchi                        | Senato della Repubblica                     | |
| Minister für Verkehr und Zivilluftfahrt                                                                              | Luigi Mariotti                         | Camera dei deputati                         | |
| Minister für Post und Telekommunikation                                                                              | Mario Ferrari Aggradi Crescenzo Mazza  | Camera dei deputati                         | Ferrari Aggradi: Amtszeit vom 12. Dezember 1968 bis 23. März 1969 danach Minister für öffentlichen Unterricht Mazza: Amtszeit 24. März bis 4. August 1969 davor Minister ohne Geschäftsbereich für Sonderaufgaben |
| Minister für Industrie, Handel und Handwerk                                                                          | Mario Tanassi                          | Camera dei deputati                         | |
| Minister für Arbeit und Sozialversicherung                                                                           | Giacomo Brodolini                      | Senato della Repubblica                     | † 11. Juli 1969 |
| Außenhandelsminister                                                                                                 | Vittorino Colombo                      | Camera dei deputati                         | |
| Minister für die Handelsmarine                                                                                       | Giuseppe Lupis                         | Camera dei deputati                         | |
| Minister für staatliche Beteiligungen                                                                                | Arnaldo Forlani                        | Camera dei deputati                         | |
| Gesundheitsminister                                                                                                  | Camillo Ripamonti                      | Senato della Repubblica                     | |
| Minister für Tourismus und Veranstaltungen                                                                           | Lorenzo Natali                         | Camera dei deputati                         | |